# In den Straßen der Bronx
In den Straßen der Bronx ist ein US-amerikanischer Film von und mit Robert De Niro aus dem Jahr 1993.

## Handlung
Der Mafioso Sonny regiert 1960 ein Viertel in der Bronx, Belmont, in der Nachbarschaft des jungen Calogero Agnello. Calogero und seine Freunde spielen nach der Schule immer auf der Straße und versuchen die Gangster nachzuahmen, die ihren Geschäften offen auf der Straße nachgehen. Calogeros Freunde sind bereits als Jugendliche Rassisten und hassen Schwarze. Als sie einem Bus mit einem Schwarzen nachjagen, bleibt Calogero kurz alleine und beobachtet dadurch, wie Sonny einen Mann anscheinend wegen eines Streits um einen Parkplatz erschießt. Er verrät Sonny danach bei der Gegenüberstellung aber nicht an die Polizei. Sein Vater sagt ihm, dass er richtig gehandelt habe, und auch sein Beichtvater bestätigt ihm dies. 
Ausgehend von diesem Ereignis entwickelt sich eine lang anhaltende Verbindung zwischen dem Gangster und dem Jungen. Calogeros Vater, der redliche Busfahrer Lorenzo Agnello, ist damit überhaupt nicht einverstanden. Er will mit der Mafia nichts zu tun haben und lehnt auch ein Angebot Sonnys für einen lukrativen, aber illegalen Nebenverdienst ab. Der Vater fährt im Bus mit seinem Sohn durch die Bronx und erklärt seinem Jungen dabei auf die Frage, was man machen kann im Leben: „Du kannst alles machen, was Du willst, das Schlimmste im Leben ist verschwendetes Talent.“
Calogero wächst unter der Obhut der beiden Männer, Vater und Gangster, zum Jugendlichen heran. Sonny erzählt dem herangewachsenen Calogero aus dem Buch von Machiavelli Der Fürst und erklärt ihm, dass er selbst von seinen Untertanen eher gefürchtet als geliebt werden wolle, da eine solche Verbindung dauerhafter sein würde. Sonny rät ihm auch, sich von seinen nichtsnutzigen Freunden fernzuhalten. Seine Freunde, aber auch Calogero, werden nachfolgend in Diebstahl, Waffenbesitz und Rassenkämpfe verwickelt.
Calogero verliebt sich an der Highschool in ein afroamerikanisches Mädchen, das erste Mal sah er sie im Bus seines Vaters. Dieses Mädchen, Jane Williams, erwidert anfänglich seine Gefühle, aber ein erstes Date platzt. Für das Date hatte Calogero sogar das Auto von Sonny bekommen. Freunde von Calogero haben vorher Schwarze angegriffen, als diese auf Fahrrädern durch das Italienerviertel fahren. Janes Bruder war eines der Opfer und beschuldigt Calogero, der aber tatsächlich versucht hat, auf seine Freunde mäßigend einzuwirken und Janes Bruder zu schützen.
Die Schwarzen wiederum rächen sich daraufhin mit einem „Eierattentat“. Die Freunde wollen sich dafür erneut rächen und fahren mit ihrem Auto bewaffnet und mit Molotowcocktails in deren Bezirk. Calogero sitzt zunächst mit im Auto. Total in Gedanken vertieft an die Worte von Sonny und den davor eingehenden Streit mit seinem Vater. Sonny fährt ihnen mit seinen Leuten nach, stoppt den Wagen an einer Ampel und fordert Calogero zornig auf, auszusteigen.
Anschließend trifft Calogero Jane und sie versöhnen sich. Sie küssen sich und werden ein Paar. Währenddessen sterben Calogeros Freunde, nachdem einer der Schwarzen einen Molotowcocktail in ihr Auto zurückwirft und es daraufhin ausbrennt. Als Calogero seine getöteten Freunde sieht, wird ihm klar, dass Sonny ihm in dieser Nacht das Leben gerettet hat. Daraufhin geht er in Sonnys Bar, um sich bei diesem zu bedanken. Doch Sonny wird selbst Opfer eines Attentats, mit dem sich der Sohn des in der Anfangssequenz erschossenen Mannes rächt, und stirbt an einer Schussverletzung. Calogero betrauert den Tod seines Ziehvaters und auch Lorenzo Agnello zollt dem aufgebahrten Sonny seinen Respekt. Vater und Sohn gelingt es auf diese Weise, miteinander Frieden zu schließen. Ein neuer Mafioso, Carmine, nimmt danach Sonnys Platz ein. In der Endsequenz verlassen Calogero und sein Vater gemeinsam die Kirche.

## Auszeichnungen und Ehrungen
- Chazz Palminteri gewann bei den Sant Jordi Awards 1996 (Spanien) als bester ausländischer Schauspieler (Mejor Actor Extranjero) für seine Leistungen in In den Straßen der Bronx, Die üblichen Verdächtigen und Bullets over Broadway.
- Ellen Chenoweth wurde von der Casting Society of America 1994 für den Filmpreis Artios für Bestes Casting eines dramatischen Kinofilmes nominiert.
- Bei den Young Artist Awards 1994 wurde Francis Capra für den Young Artist Award für den Besten jungen Schauspieler in einer Nebenrolle eines dramatischen Kinofilmes nominiert.

## Kritik
„Ganz offensichtlich ist De Niros Film eine Hommage an Meister Martin Scorsese. […] In den Straßen der Bronx ist ein zutiefst patriarchalischer, ein wunderbar nostalgischer und ein schöner Film.“

„Robert De Niro überzeugt zum einen wiederum als Darsteller in der Nebenrolle des fürsorglichen Vaters und zum anderen als Regie-Debütant. Ihm ist es gelungen, "on location" in die Zeit der 60er Jahre einzutauchen und eine einfühlsame, spannende und äußerst authentisch wirkende Geschichte aus der Bronx zu erzählen.“

„Originellen Einzelszenen, sorgsam rekonstruierten Milieus und der stimmigen ambivalenten Zeichnung der Gangsterfigur steht eine schwerfällige Dramaturgie gegenüber, deren Nachteile auch von den guten Darstellern kaum aufgewogen werden.“

## Trivia
Auf dem Cover und während des Vorspanns ist zu lesen, dass der Film u. a. von Silvio Berlusconi präsentiert wird.